# 12-я отдельная бригада специального назначения
12-я отдельная бригада специального назначения  — военное формирование ВС СССР и Вооружённых сил Российской Федерации.

## История бригады в советский период

### Формирование части
24 октября 1950 года согласно Директиве Военного Министерства СССР № Орг/2/395832 в составе Закавказского военного округа были сформированы 85-я отдельная рота специального назначения (или в/ч 71126) в г. Ереван подчинённая штабу 7-й Армии и 86-я отдельная рота специального назначения (или в/ч 61428) в г. Баку подчинённая штабу 4-й Армии. В личном составе каждой роты было 120 человек.
9 августа 1957 года вышла директива Начальника Генерального штаба ОШ/1/244878 об укрупнении отдельных рот специального назначения до отдельных батальонов специального назначения. Согласно этой директиве на основе 85-й и 86-й роты был создан 43-й отдельный батальон специального назначения (или в/ч 32105) с личным составом 376 человек.
Местом для дислокации 43-го батальона был выбран н.п. Манглиси в  Тетрицкаройском районе Грузинской ССР.
В связи с решением военного руководства об укрупнении частей специального назначения и увеличении численности их личного состава, 19 июля 1962 года вышла директива Генштаба ВС СССР № 140547 согласно которой в Закавказском военном округе следовало сформировать кадрированную 12-ю бригаду специального назначения по штатам мирного времени. Местом дислокации новой бригады был выбран г. Лагодехи Грузинской ССР, находящийся на автомобильной дороге связывающей Баку и Тбилиси. На формирование бригады были привлечены военнослужащие из отдельных батальонов специального назначения разных округов. Создание бригады началось 17 сентября 1962 и закончилось к 1 марта 1963 года. Бригада получила условное обозначение войсковая часть 64406. При этом личный состав кадрированной 12-й бригады по численности уступал личному составу 43-го отдельного батальона специального назначения, дислоцированного в н.п. Манглиси.
Осенью 1963 года в Лагодехи из Манглиси был передислоцирован 43-й отдельный батальон специального назначения, который вскоре был расформирован а его военнослужащие были включены в личный состав 12-й бригады.
Днём образования бригады (День части) было объявлено 5 декабря 1962 года.

### Становление и развитие бригады
С 1964 года личный состав бригады приступил к воздушно-десантной подготовке и осуществлению прыжков с парашютом с самолётов Ан-2 и Ан-12.
26 декабря 1964 года, в соответствии с приказом Министра обороны СССР № 029, командующий войсками Закавказского военного округа генерал армии Стутченко вручил командиру бригады боевое знамя.
В 1970 году личный состав бригады за достигнутые успехи в боевой и политической подготовке был награждён Почётной Грамотой ЦК КПСС.
В 1972 году бригада была награждена Юбилейным Почётным Знаком ЦК КПСС.
В феврале 1973 года бригада привлекалась к военным учениям «Снежный перевал».
С 14 по 20 июня 1973 года военнослужащие бригады привлекались к двухсторонним войсковым учениям, проводимым министром обороны СССР.
В 1973 году бригада была награждена Почётной Грамотой Министра Обороны СССР.
3 апреля 1978 года по  директиве Генерального Штаба ВС СССР № 313/02/90 бригаде был присвоен статус «отдельной», в связи с чем полное наименование части стало 12-я отдельная бригада специального назначения.

### 173-й отдельный отряд специального назначения
В связи с ухудшением политической ситуации в Афганистане после смены власти, в ходе которой законный президент Тараки был убит его сподвижником Хафизуллой Амином, в Генштабе ВС СССР были приняты директивы по созданию  отдельного отряда специального назначения для действий на территории Демократической республики Афганистан. Данный отряд должен был представлять собой сводный батальон 6-и ротного состава.
К июню 1979 года на базе 15-й отдельной бригады специального назначения ТуркВО был создан  154-й отдельный отряд специального назначения. 154-й отряд участвовал в операции «Шторм-333» по ликвидации Хафизуллы Амина.
После ввода советских войск на территорию ДРА, руководство ВС СССР учитывая положительный опыт боевого использования 154-го отряда, решил создать ещё два аналогичных отряда, с последующим его использованием в интересах 40-й Армии.
Один отряд было решено создать на базе 22-й отдельной бригады специального назначения САВО. Второй на базе 12-й бригады ЗакВО.
В связи с тем что личный состав данных отрядов набирался преимущественно из военнослужащих номинально исповедующих Ислам, за данными отрядами закрепилось название Мусульманские батальоны. 
173-й отдельный отряд специального назначения (или войсковая часть 94029) был создан на основании Директивы Генерального штаба № 314/2/0061 от 9 января 1980 года на базе 12-й отдельной бригады специального назначения. Формирование отряда было закончено к 29 февраля 1980 года.
Штат отряда 21/19-51 был такой же как у 177-го отряда сформированного в 22-й бригаде.
Командиром отряда был назначен капитан Ялдаш Шарипов (узбек по национальности). Практически все офицеры и прапорщики отряда были набраны из мотострелковых и танковых войск, за исключением единственного офицера — заместителя командира отряда по воздушно-десантной подготовке, выпускника РВВДКУ.
В отличие от предыдущих двух отрядов, военнослужащие которых составляли народы Средней Азии и Казахстана, 173-й отряд (3-й Мусульманский батальон) комплектовался преимущественно военнослужащими из коренных национальностей Северного Кавказа и Закавказья, номинально относящихся к мусульманам.
На 24 сентября 1982 года в 12-й отдельной бригаде специального назначения личный состав насчитывал 485 человек и 498 в личном составе 173-го отряда.
Другим отличием «3-го мусульманского батальона» является то что он не был введён в Афганистан в первоначальном составе. Боевая подготовка отряда продолжалась 4 года до 10 февраля 1984 года, когда он был подготовлен к переброске в Афганистан. К этому времени в связи с ротацией личного состава отряд уже не соответствовал первоначальному условному названию.
По вводу в Афганистан в апреле 1984 года, 173-му отряду была выдана зона ответственности в южной провинции Кандагар и Гильменд, где боевой задачей отряду была поставлена ликвидация караванов, снабжавшие оппозицию оружием и боеприпасами.
В 1985 году в связи с увеличением численности отрядов специального назначения на территории Афганистана, 173-й отряд был включён в состав 22-й отдельной бригады специального назначения, также передислоцированной на юг Афганистана.

### Состав бригады в конце 80-х годов
Состав 12-й отдельной бригады специального назначения в конце 80-х годов (все подразделения бригады дислоцировались в г. Лагодехи):
- Управление бригады — в/ч 64406 и подразделения при ней:
  - отряд специальной радиосвязи;
  - рота минирования;
  - рота материально-технического обеспечения;
  - комендантский взвод.
- 33-й отдельный отряд специального назначения;
- 220-й отдельный отряд специального назначения;
- 236-й отдельный отряд специального назначения;
- 337-й отдельный отряд специального назначения;
- 374-й отдельный отряд специального назначения.

### Бригада перед распадом СССР
После вывода войск из Афганистана, 173-й отдельный отряд специального назначения остался в составе 22-й отдельной бригады специального назначения, которую в связи с предстоящей ликвидацией Среднеазиатского военного округа, а также в связи с нарастающим обострением политической ситуации в Закавказье, перебросили в н.п. Пирекешкюль, в 25 км от г. Баку Азербайджанской ССР. Таким образом в Закавказском военном округе в 1988 году одновременно оказалось сразу 2 бригады специального назначения: 22-я бригада в окрестностях Баку и 12-я бригада в Лагодехи.
В ноябре-декабре 1988 года 12-я бригада привлекалась к восстановлению конституционного порядка в г. Закатала Азербайджанской ССР.
В течение 1989 года подразделения 12-й бригада привлекались к поиску и уничтожению незаконных учебных центров по подготовке НВФ в районе городов Кировакан, Ленинакан, Памбак.
В апреле 1989 года личный состав бригады привлекался для предотвращения межнациональных столкновений в Юго-Осетинской автономной области Грузинской ССР.
За образцовое выполнение воинского долга более 150 военнослужащих бригады были представлены к правительственным наградам.
Бригада за весь период нахождения в составе Закавказского военного округа 16 раз награждалась переходящим Красным Знаменем Военного Совета этого округа.

## Соединение в Вооружённых Силах России

### Передислокация бригады
После распада СССР ситуация в Закавказье крайне обострилась. При разделе воинских частей и соединений между бывшими союзными республиками формирования специальной разведки в бывшем Закавказском военном округе отошли под юрисдикцию Российской Федерации.
К лету 1992 года вооружённое противостояние Азербайджана и Армении перешло к широкомасштабным боевым действиям на территории самопровозглашённой Нагорно-Карабахской Республики.
В связи с осложнившейся обстановкой на территории Закавказья руководство ВС РФ в августе приняло решение о срочном выводе 12-й отдельной бригады специального назначения с территории Грузии и передаче её к 3 сентября 1992 года Уральскому военному округу с пунктом постоянной дислокации в г. Асбест Свердловской области. При передислокации бригада получила новое условное наименование (войсковая часть 25642).

### Участие 12-й бригады специального назначения в боевых действиях

#### Первая чеченская война
В начале января 1995 года на основе 33-го отряда специального назначения 12-й бригады был образован сводный отряд, в который вошли военнослужащие со всей бригады. Отряд участвовал в боевых действиях на территории Чечни. Отряд на военно-транспортных самолётах был переброшен в Моздок в Северной Осетии, где получив бронетранспортёры с экипажами от мотострелковых частей выдвинулся в Грозный и достиг его к 14 января.
Совместно с частями 19-й мотострелковой дивизии 33-й отряда принимал участие в освобождении Грозного от боевиков.
В марте-апреле 1995 года 33-й отряд принимал участие в боях по освобождению г. Гудермес.
В апреле 1995 года 33-й отряд был выведен из Чечни и вернулся в пункт постоянной дислокации.
В общей сложности за три месяца боевых действий потери 33-го отряда составили 7 человек убитыми.

#### Вторая чеченская война
С 14 августа 1999 года, сводный отряд от 12-й бригады, также созданный на базе 33-го отдельного отряда специального назначения был задействован в боевых действиях против бандформирований вторгшихся на территорию Дагестана.
Особо ожесточённые боестолкновения с противником у военнослужащих 33-го отряда прошли у н.п. Ботлих Ботлихского района. В боях погибло 5 и было ранено 17 военнослужащих. За успешное выполнение боевых задач 120 военнослужащих отряда были удостоены правительственных наград.
С 1 августа 2000 года  33-й отряд по распоряжению Штаба ОГВ сменил ПВД Ботлих на ПВД Энгеной, совершил марш своим ходом, и получил новую зону ответственности в горных районах Юго-Востока Чечни. Участвовал в боевых действиях в окрестностях н.п. Энгеной Ножай-Юртовского района Чечни.
Всего за 2000 год потери 33-го отряд составили 7 человек убитыми и 29 ранеными.
В 2001 году потери составили 13 убитыми и 14 ранеными.
К 2002 году 33-й отряд был возвращён в пункт постоянной дислокации.

### Участие в международных учениях
В августе 2004 года военнослужащие 12-й бригады участвовали в международных учениях «Рубеж-2000» на территории Республики Кыргызстан.
С 4 по 6 апреля 2005 года личный состав 12-й бригады (337-й отряд) принимал участие в международных учениях «Рубеж-2005» в Республике Таджикистан.

### Состав бригады на 2009 год
Состав 12-й отдельной бригады специального назначения перед расформированием (все подразделения и воинские части дислоцировались в г. Асбест):
- Управление бригады — в/ч 25642 и подразделения при ней
  - отряд специальной радиосвязи
  - рота материально-технического обеспечения
  - комендантская рота
- 33-й отряд специального назначения — в/ч 54843
- 220-й отряд специального назначения — н/д
- 337-й отряд специального назначения — н/д
- 374-й отряд специального назначения — н/д

### Расформирование бригады
В декабре 2008 года военным руководством была озвучена информация о грядущем реформировании частей и соединений специальной разведки ГРУ. Согласно плану реформирования,  12-я и 67-я отдельные бригады специального назначения подлежали расформированию, а 3-я отдельная гвардейская бригада специального назначения подлежала сокращению.
Все запланированные реформы военным руководством связывались с политикой реформирования Вооружённых сил, начатой Министром обороны Российской Федерации А. Э. Сердюковым.
Узнавший о планах командования губернатор Свердловской области Эдуард Россель сделал следующее заявление:

...Уже есть решение Минобороны о создании на месте 12-й бригады спецназа в Асбесте полка быстрого реагирования МВД. Я и предложил это место использовать под размещение этого полка...— Правда-инфо. 31 марта 2009 года
29 августа 2009 года личный состав 12-й отдельной бригады специального назначения попрощался с Боевым Знаменем части.

## Герои соединения
6 военнослужащим 12-й отдельной бригады специального назначения, участвовавшим в первой и второй чеченской войне, присвоено звание Герой России:
 Долонин Владислав Александрович — старший лейтенант, командир разведывательной группы 33-го отдельного отряда специального назначения. Звание присвоено 13 октября 1995 года (посмертно).
 Шектаев Дмитрий Александрович — младший сержант, снайпер-разведчик  33-го отдельного отряда специального назначения. Звание присвоено 26 июля 2000 года (посмертно).
 Чуркин Михаил Константинович — капитан, командир разведывательной группы  33-го отдельного отряда специального назначения. Звание присвоено 26 июля 2000 года (посмертно).
 Кокинаев Шамиль Жалилович — майор, заместитель командира 33-го отдельного отряда специального назначения. Звание присвоено 27 июля 2000 года.
 Уженцев Сергей Викторович — капитан, командир разведывательной роты 33-го отдельного отряда специального назначения. Звание присвоено 24 октября 2000 года.

## Командиры 12-й бригады
Полный список командиров 12-й бригады:
- Гелеверя Иван Иванович — 1963—1968;
- Макаркин Николай Егорович — 1968—1974;
- Ярош Виталий Ярославич — 1974—1980;
- Фисюк Александр Иванович — 1980—1986;
- Мирошников Валерий Георгиевич — 1986—1989;
- Новоселов Александр Васильевич — 1989—1990;
- Масалитин Михаил Петрович — 1990—1993;
- Мурсков Игорь Борисович — 1993—1995;
- Еремеев Владислав Васильевич — 1995—2001;
- Ранцев Владислав Васильевич — 2001—2005;
- Яночкин Юрий Анатольевич — 2005—2009.